# Alpski svizec
Alpski svizec (znanstveno ime Marmota marmota) je glodavec iz družine pravih veveric, ki živi v Alpah in Karpatih ter Visokih Tatrah, kjer so dolge zime in kratka poletja. Živi v združbah v bližini ledenikov, kjer si svizci izkopljejo svoja domovanja. Vanje hodijo počivat in se skrivat. Za zimo si priredijo v nižjih legah večje in globlje bivališče, vanj si nanosijo suho travo, zadelajo vhode s kamenjem in vejicami, se zvijejo v klobčič in ob znižanju temperature zaspijo v zimsko spanje. Zimsko spanje traja od 8 do 10 mesecev. Ko se poleti staja sneg in se okolica ogreje na 25 °C, se svizci zbudijo in prilezejo na dan za 2 do 4 mesece.

## Zimsko spanje alpskega svizca
Pravo zimsko spanje imajo med sesalci v naših krajih samo alpski svizec, polh, podlesek, hrček, jež in netopirji. Zimsko spanje ni isto kot navadno spanje, ampak mu je podobno le po zunanjem videzu. Pri navadnem spanju, če je še tako trdno, se telesna toplota živali ne zniža, čuti ne otopijo in žival se prebudi hitro, krvni obtok je pravilen, srce normalno utripa. Pri zimskem spanju (hibernaciji) pa se zmanjšajo vse življenjske funkcije: prebava popolnoma preneha, včasih se vrši le v presledkih, dihanje je lahno (dahnejo komaj do 1-3-krat na minuto), krvni obtok je počasen, srčni utrip je zelo upočasnjen. Pri tem se telesna temperatura zelo zniža in se navadno ujame z zunanjo toploto. Naraščanje zunanje temperature povzroči, da se segreje tudi telo živali; ko to doseže nivo normalne toplote živali, se ta prebudi in začne živeti svoje normalno življenje. Alpskega svizca prebudi zunanja temperatura okoli 25 °C. Ko se prebudi, svizec postane izredno živahen in je nenasiten jedec, saj mora zbrati debelo plast tolšče, ki se mu nabere pod kožo, da lahko preživi dolgo zimo.

## Velikost
Velikost svizca je odvisna od spolne zrelosti, od okolja in izbire hrane, ki mu jo okolje nudi. Alpski svizec doseže dolžino od 30 cm do 60 cm, od tega meri rep 10 cm do 25 cm. Teža tega svizca doseže od 3 kg do 7,5 kg. Hrani se z travami, zelišči, sadeži, semeni, koreninicami in manjšimi živalmi, insekti.

## Razširjenost v svetu
Po svetu živi več vrst svizcev, vendar le na severni zemeljski polobli. Poznamo sledeče vrste svizcev:
- Marmota caudata v Centralni Aziji
- Marmota sibirica v Sibiriji
- Marmota camtschatica na Kamčatki
- Marmota himalayana na Himalaji
- Marmota vancouverensis na Vankuverskem otoku (Kanada)
- Marmota monax v Severni Ameriki
- Marmota bobak v vzhodnoevropski gozdni stepi